# Premiul Nelly Sachs
Premiul Nelly Sachs (în germană: Nelly Sachs Preis) este un premiu literar acordat din doi în doi ani de orașul german Dortmund. Numit după poeta evreică Nelly Sachs, premiul include o răsplată în bani în valoarea de 15.000 €. El îi onorează pe autorii cu contribuții literare importante la promovarea înțelegerii între popoare.
Pentru că în anul 2009 nu au fost fonduri suficiente pentru a onora un laureat, premiul a fost acordat în 2010. Aceasta a fost prima dată când nu a fost respectat programul acordării bienale a premiului.

## Laureați
| An   | Laureat                    | Țară                       |
| ---- | -------------------------- | -------------------------- |
| 1961 | Nelly Sachs                | Suedia                     |
| 1963 | Johanna Moosdorf           | Germania                   |
| 1965 | Max Tau                    | Norvegia                   |
| 1967 | Alfred Andersch            | Elveția                    |
| 1969 | Giorgio Bassani            | Italia                     |
| 1971 | Ilse Aichinger             | Austria                    |
| 1973 | Paul Schallück             | Germania                   |
| 1975 | Elias Canetti              | Anglia                     |
| 1977 | Hermann Kesten             | Statele Unite ale Americii |
| 1979 | Erich Fromm                | Germania                   |
| 1981 | Horst Bienek               | Germania                   |
| 1983 | Hilde Domin                | Germania                   |
| 1985 | Nadine Gordimer            | Africa de Sud              |
| 1987 | Milan Kundera              | Franța                     |
| 1989 | Andrzej Szczypiorski       | Polonia                    |
| 1991 | David Grossman             | Israel                     |
| 1993 | Juan Goytisolo             | Spania                     |
| 1995 | Michael Ondaatje           | Canada                     |
| 1997 | Javier Marías              | Spania                     |
| 1999 | Christa Wolf               | Germania                   |
| 2001 | Georges-Arthur Goldschmidt | Franța                     |
| 2003 | Per Olov Enquist           | Suedia                     |
| 2005 | Aharon Appelfeld           | Israel                     |
| 2007 | Rafik Schami               | Siria/Germania             |
| 2010 | Margaret Atwood            | Canada                     |
| 2011 | Norman Manea               | România                    |
| 2013 | Abbas Khider               | Irak/Germania              |
| 2015 | Marie NDiaye               | Franța                     |
| 2017 | Bachtyar Ali Muhammed      | Irak                       |